# Bârza, Mureș
Bârza (lb. maghiară: Borza) este un sat în comuna Sânger din județul Mureș, Transilvania, România.